# Cai Xuzhe
Cai Xuzhe  (chinois : 蔡旭哲), né en mai 1976 à Shenzhou dans la province de Hebei, est un astronaute chinois.

## Biographie

### Enfance et études
Cai Xuzhe est né dans le village de Caizhang (蔡张村), proche de Shenzhou, dans la province du Hebei, en mai 1976. Il est le deuxième enfant - il a également une sœur plus âgée - d'une famille d'agriculteurs. 
Après avoir obtenu son baccalauréat, il s'est engagé en septembre 1995 dans les forces aériennes de la République populaire de Chine. Là, comme plusieurs de ses futurs collègues astronautes, il est d'abord venu suivre une formation de base de vingt mois au campus de Baoding de l'Académie de pilotage de l'armée de l'air chinoise, puis 28 mois à l'Académie de pilotage proprement dite à Changchun. La situation géopolitique ayant changé avec l'effondrement de l'Union soviétique, l'Armée populaire de libération a connu à partir de 1992 une modernisation accompagnée d'une réduction des troupes. Dans la seconde moitié des années 1990, cela a eu pour conséquence que seuls 20 % des aspirants pilotes admis dans l'armée de l'air en 1995 ont été intégrés dans le personnel navigant à la fin de leur formation. Sur les trois cadets de la région de Hengshui entrés à l'académie de pilotage en 1995, seul Cai Xuzhe est resté à la fin.

### Carrière de pilote militaire
Par la suite, Cai Xuzhe a travaillé dans l'armée de l'air en tant qu'instructeur de pilotes de chasse. Son dernier poste était celui de commandant adjoint d'un escadron. 

### Carrière comme astronaute
Il a ensuite été sélectionné pour être astronaute en 2010, dans le Groupe 2 d'astronautes chinois. Son nom n'a été révélé qu'en 2011.
Le 5 juin 2022, il s'envole à bord de Shenzhou 14 pour participer à une mission longue à bord de la Station spatiale chinoise.  Il est en particulier chargé des manœuvres d'amarrage. Au cours de cette mission, il a effectué deux sorties dans l'espace, le 17 septembre et le 17 novembre, avec Chen Dong. Lors de la première, ils installent un cale-pied, une poignée d'assistance et une pompe de circulation pour la charge utile et ont fait une démonstration de sauvetage extravéhiculaire. Lors de la seconde, ils ont installé un dispositif de connexion inter-module et des mains courantes sur le petit bras robotique. En outre, il était responsable de la culture de riz à l'intérieur du module Wentian.

## Autres
Cai Xuzhe est mariée à Wang Yanqing (王颜晴) et ils ont une fille. Cai Xuzhe est membre du Parti communiste chinois depuis mai 1998.